# Ilja Mankov
Ilja Mankov, född 17 mars 2003 är en rysk backhoppare som tävlar i världscupen i backhoppning, backhoppningens högsta nivå.